# Sar Mūrd
Sar Mūrd (persiska: Mūrd, سر مورد) är en ort i Iran.   Den ligger i provinsen Khuzestan, i den centrala delen av landet, 500 km söder om huvudstaden Teheran. Sar Mūrd ligger 700 meter över havet och antalet invånare är 272.
Terrängen runt Sar Mūrd är huvudsakligen kuperad, men åt nordost är den bergig. Sar Mūrd ligger nere i en dal.Runt Sar Mūrd är det ganska tätbefolkat, med 58 invånare per kvadratkilometer. Närmaste större samhälle är Bāgh-e Malek, 15,2 km nordväst om Sar Mūrd. Omgivningarna runt Sar Mūrd är i huvudsak ett öppet busklandskap.